# Collabro
Collabro是英國的男子音樂團體。他們是第八屆《英國達人》的冠軍得主，擅長歌劇曲目的演唱。Collabro的成員原有五人，分別是Michael Auger、Richard Hadfield、Jamie Lambert、Matt Pagan、Thomas J Redgrave。後於2016年Richard Hadfield以與樂團理念不合而宣布退團。Collabro迄今為止已經發行過兩張專輯。
2018年2月28日，COLLABRO首度來台在三創CLAPPER STUDIO 開唱。

#### 現任團員

##### Michael David Auger
生日:1990.3.6

喜歡音樂劇:綠野仙蹤（The Wonderful Wizard of Oz）的前傳《西方女巫傳（Wicked）》

會的樂器:鋼琴

興趣:健身

##### Jamie Alexander Lambert
生日:1990.6.19

喜歡音樂劇:《致埃文·漢森（DearEvan Hansen）》

會的樂器:鋼琴、吉他、大提琴

興趣:狗狗

##### Matt Paul Pagan
生日:1993.7.25

喜歡音樂劇:《西貢小姐（Miss Saigon）》

興趣:高爾夫

##### Thomas Jamie Redgrave
生日:1989.8.28

喜歡音樂劇:《悲慘世界（Les Misérables）》

會的樂器:貝斯

興趣:電視遊戲